# Ben Salisbury
Ben Salisbury (...) è un compositore inglese.
Ha composto musiche per film, documentari e serie televisive, tra cui: Ex Machina, Luce e Hanna.

## Filmografia parziale

### Cinema
- Ex Machina, regia di Alex Garland (2015)
- Free Fire, regia di Ben Wheatley (2016)
- Annientamento (Annihilation), regia di Alex Garland (2018)
- Luce, regia di Julius Onah (2019)
- Men, regia di Alex Garland (2022)
- Civil War, regia di Alex Garland (2024)

### Televisione
- Black Mirror - serie TV, 1 episodio (2016)
- Hanna - serie TV, 9 episodi (2019-2020)
- Devs - miniserie TV (2020)
- Archive 81 - Universi alternativi (Archive 81) - serie TV (2022)

## Premi
- Ivor Novello Awards - vinto nel 2016 per Ex Machina, in collaborazione con Geoff Barrow.[2]
- UFCA - vinto nel 2018 per Annientamento, in collaborazione con Geoff Barrow.[3]